# Întâlnire de gradul al doilea
O întâlnire de gradul al doilea reprezintă o presupusă întâlnire cu un OZN, care se găsește la o distanță mai mică de 150 metri și lasă urme concrete (pe sol, pe plante, asupra oamenilor, în aparatura electronică).